# Mit Fremden sprechen
Mit Fremden sprechen (engl.: Talking to Strangers) ist ein Buch des amerikanischen Autors Paul Auster, das 2019 in den USA und 2020 in Deutschland erschienen ist.

## Inhalt
Das Buch enthält Ausgewählte Essays und andere Schriften aus 50 Jahren, so der Untertitel. Die Kunst des Hungers wird hier erneut veröffentlicht. Ebenso ist Die Geschichte meiner Schreibmaschine vollständig enthalten, wobei im Gegensatz zum Erstdruck die Bilder schwarz-weiß sind. Andere Texte sind zuvor nicht oder nicht in Deutsch veröffentlicht gewesen.

## Rezension und Vorabdruck
In seiner Rezension in der Süddeutschen Zeitung schreibt Andrian Kreye: "Mit den Kritiken und Essays öffnet er in diesem Band für seine Fans seinen Werkzeugkasten."
In der Welt vom 17. November 2020 gab es einen Vorabdruck.

## Zitate
„Wir leben in einer Demokratie, Herr Bürgermeister. Bitte vergessen Sie das nicht!“ Dies ist der letzte Satz der Rede, die sich gegen die Aufstachelung gegen eine Kunstausstellung im Brooklyn Museum durch den damaligen Bürgermeisters von New York City,  Rudolph Rudy Giuliani, richtete, der später als Anwalt von Donald Trump an dessen Politik beteiligt war.
„In Schlagschatten herrscht der Geist von Thoreau (…) die Idee, ein Leben in Einsamkeit zu führen, sich wie ein Mönch auf sich selbst zurückzuziehen – einschließlich der Gefahren, die das mit sich bringt.“ Paul Auster

## Ausgaben
- Talking to Strangers. Picador, Henry Holt and Company, New York City 2019. ISBN 978-1-250-20630-5 (400 Seiten)
  - Übersetzung: Mit Fremden sprechen. Dt. von Werner Schmitz, Robert Habeck, Andrea Paluch, Alexander Pechmann, Marion Sattler Charnitzky. Rowohlt, Hamburg 2020. ISBN 978-3-498-00165-0 (412 Seiten)